# Batrachyla leptopus
A Batrachyla leptopus a kétéltűek (Amphibia) osztályába, a békák (Anura) rendjébe és a Batrachylidae családjába tartozó faj.

## Előfordulása
A faj Chilében és  Argentínában honos 50–1000 m-es magasságon. Természetes élőhelye a szubantarktikus erdők, mérsékelt égövi erdők, mérsékelt égövi bozótosok, mocsarak, időszakos mocsarak, kertek. A fajt élőhelyének elvesztése fenyegeti.